# یواس‌اس مونسون (پی‌سی-۴)
یواس‌اس مونسون (پی‌سی-۴) (به انگلیسی: USS Monsoon (PC-4)) یک کشتی است که طول آن ۱۷۴ فوت (۵۳ متر) می‌باشد. این کشتی در سال ۱۹۹۲ ساخته شد.